# Benito Vilar Sancho
Benito Vilar Sancho Altet (Valencia, 21 de agosto de 1924 - Ibiza, 20 de diciembre de 2014) fue un médico español, especializado en cirugía plástica.

## Biografía
Estudió en el colegio de jesuitas de Valencia. El doctor Benito Vilar Sancho se especializó en cirugía plástica en Londres, en el Hospital «Queen Victoria», donde se atendió a los pilotos de la RAF heridos en la batalla de Inglaterra. Con esos conocimientos, volvió a España en un momento en que no abundaban los especialistas. Dirigió el Servicio Nacional del SEO (Seguro Obligatorio de Enfermedad).
En sus más de 50 años de ejercicio profesional, presidió tres congresos de especialistas mundiales. Su especialidad dentro de la cirugía plástica fue la rinoplastia.
El 15 de octubre de 1953, los doctores Sánchez Galindo, Soraluce Goñi, Vilar-Sancho Altet y Álvarez Lowell firman los estatutos constitutivos de la Sociedad Española de Cirugía Plástica. Tras formalizar los trámites legales para la aprobación oficial por los organismos competentes de Estado, se aprobaron los Estatutos en la Dirección General de Sanidad en 1955. La fundación oficial de la Sociedad Española de Cirugía Plástica y Reparadora se lleva a cabo el 12 de mayo de 1956. La primera sede fue la del entonces Colegio Oficial de Médicos: C/Esparteros,  11 (Madrid). Se trata de una organización de cirujanos plásticos cuya actividad quirúrgica es principalmente reconstructiva y estética.
En 1960 se crea el Servicio Nacional de Cirugía Plástica y Reparadora, primer servicio de la red de Hospitales públicos de la Seguridad Social en el Centro Nacional de Especialidades Quirúrgicas, en uno de los Pabellones de la Facultad de Medicina de la Universidad Complutense de Madrid. Es en este departamento, dirigido por el Dr. Benito Vilar-Sancho, donde fue maestro de muchos cirujanos plásticos.
En 1966 le concedieron la Gran Cruz de la Orden Civil de Sanidad.
El doctor Vilar, ya octogenario vivió sus últimos años en Ibiza, lugar donde falleció el 20 de diciembre de 2014, dejando al mando de su consulta médica en Madrid a su sobrino el Dr. José Javier Vilar-Sancho Aguirre, el cual la dirige desde hace más de 30 años.